# 山本正一 (官僚)
山本 正一（やまもと しょういち、1884年（明治17年）4月13日 - 没年不詳）は、台湾総督府官僚。新竹市尹。

## 経歴
兵庫県赤穂郡船坂村（現在の上郡町）出身。1905年（明治38年）、東京郵便電信学校行政科を卒業し、通信手、通信属を務めた。1911年（明治44年）11月、高等文官試験に合格。警視庁警部・赤坂表町警察署長、兵庫県警部・龍野警察署長、警視・三宮警察署長、台北州警務課長・衛生課長、台北州淡水郡守、新竹州大渓郡守を歴任し、1930年（昭和5年）、新竹市尹に就任した。その後、専売局参事・酒課長兼煙草課長、関税事務官・庶務課長兼監視部長を務めた。1936年（昭和11年）、退官。